# Пет Бун
Пет Бун (англ. Pat Boone, повне ім'я англ. Charles Eugene Boone, 1 червня 1934, Джексонвілл, Флорида, США) — американський співак, єдиний з поп-виконавців 1950-х років, що в США змагався за першість у популярності з Елвісом Преслі. Продав понад 45 мільйонів альбомів, 38 разів був у списку 40-ка найкращих і зіграв головні ролі в більш ніж десяти популярних голлівудських фільмах. Був міжнародною суперзіркою в 50-х і 60-х роках і дотепер виступає.

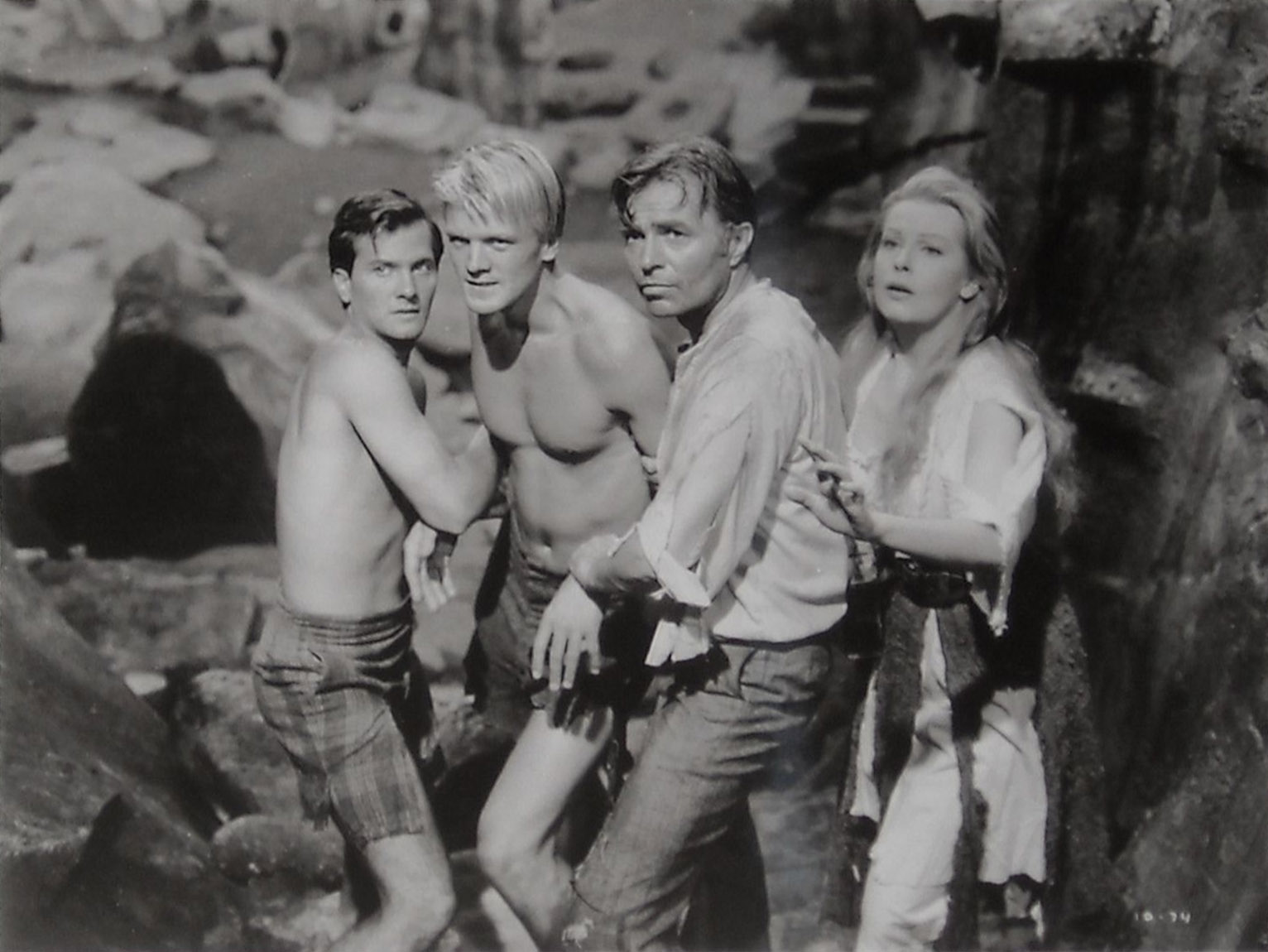
Пет Бун, Пітер Ронсон, Джеймс Мейсон, Арлін Даль у фільмі «Подорож до центру Землі». 1959

Пэт Бун написав бестселер 1950 року «Між дванадцятою і двадцятою» (Twixt Twelve and Twenty).
Свою кар'єру на телебаченні Пэт Бун розпочав у віці 23 роки, де він брав участь у півгодинних шоу The Pat Boone Chevy Showroom на каналі TV ABC. З 1957 по 1960 рік відбулося 115 випусків шоу, на яких зокрема побували Еді Адамс, Енді Вільямс, Перл Бейлі, Джонні Метіс. Він і зараз є політичним коментатором і телеведучим.
У 1960-х він захопився музикою госпел і став членом «Зали слави госпела».

## Фільмографія
- 1955: The Pied Piper of Cleveland (documentary)
- 1957: Bernardine
- 1957: April Love
- 1958: Mardi Gras
- 1959: Подорож до центру Землі / (Journey to the Center of the Earth)
- 1960: Salute to the Teenagers (TV documentary) (producer and host)
- 1961: All Hands on Deck
- 1962 — «Ярмарок штату»[en] / (State Fair) — Вейн Фрейк
- 1962: The Main Attraction
- 1963: The Horror of It All
- 1963: The Yellow Canary
- 1964: Never Put It in Writing
- 1964: Goodbye Charlie
- 1965: Найвеличніша історія з коли-небудь розказаних / (The Greatest Story Ever Told)
- 1967: The Perils of Pauline
- 1970: The Cross and the Switchblade
- 1989: Roger & Me (documentary)
- 1990: Music Machine (voice of Mr. Conductor)
- 1991: Benny's Biggest Battle (voice of Mr. Conductor)
- 1994: Precious Moments: Simon the Lamb (voice of The Shepherd)
- 1997: Space Ghost Coast to Coast (TV series)
- 2000: The Eyes of Tammy Faye (documentary)
- 2008: Hollywood on Fire (documentary)
- 2016: God's Not Dead 2
- 2017: Cowgirl's Story